# Nancy Takter
Nancy Takter, tidigare även Nancy Takter Johansson, född 23 juni 1981 i Malmö i Skåne län, är en svensk travtränare och travkusk. Hon har bland annat tränat hästar som Tall Dark Stranger, Don't Let'em, Manchego, Captain Crunch, Sorella, Tactical Approach och Cruzado Dela Noche.
Hon är dotter till travtränaren Jimmy Takter och är släkt med Bo W. Takter och Johnny Takter.

## Biografi
Nancy Takter föddes i Malmö, men familjen flyttade till USA redan när hon var ett och ett halvt år. Hon var ofta i sin fars stall under barndomen, och hjälpte bland annat hästskötaren Marcia Hamilton att ta hand om Baltic Speed. Vid åtta års ålder fick hon även hjälpa till med träningen av hästarna.
Sedan 2013 har hon har drivit sin egen proffstränarverksamhet i East Windsor i New Jersey i USA, på gården Millennium Farms, där även hennes far Jimmy Takter hade sin verksamhet fram till 2019. Hon kör sällan själv i lopp, utan anlitar istället catch drivers.
En av hennes favorithästar är passgångaren Kissin In The Sand, som hon sagt att hon haft ett speciellt band med. Tillsammans med passgångaren Captain Crunch har hon bland annat segrat i Breeders Crown 2YO Colt & Gelding Pace och The Governor's Cup.
Under 2018 körde Takter in ca 16 miljoner kronor som tränare. Då hennes pappa Jimmy Takter meddelade att han skulle att han ska ta en timeout från travsporten under 2019, tog Nancy Takter över många av hans hästar i träning.
2020 fick Takter ta emot utmärkelsen Harness Tracks of America Trainer of the Year. Takter och Linda Toscano är de enda kvinnorna som fått utmärkelsen.

## Familj
Takter är dotter till travtränaren Jimmy Takter, som länge varit en av nordamerikansk travsports ledande tränare. Hon är även brorsdotter till Johnny Takter och barnbarn till Bo W. Takter.
Takter har två barn, Ella och Marcus.

## Större segrar i urval
| År   | Lopp                                   | Häst               | Kusk            |
| ---- | -------------------------------------- | ------------------ | --------------- |
| 2014 | Breeders Crown 2YO Filly Pace          | Jk She'salady      | Tim Tetrick     |
| 2018 | The Governor's Cup                     | Captain Crunch     | Scott Zeron     |
| 2018 | Breeders Crown 2YO Colt & Gelding Pace | Captain Crunch     | Scott Zeron     |
| 2019 | Dr. John Steele Memorial               | Manchego           | Dexter Dunn     |
| 2019 | Dayton Trotting Derby                  | Manchego           | Dexter Dunn     |
| 2019 | W.N. Reynolds Memorial                 | Don't Let'em       | Yannick Gingras |
| 2019 | Breeders Crown Open Mare Trot          | Manchego           | Dexter Dunn     |
| 2019 | The Carl Erskine                       | Don't Let'em       | Yannick Gingras |
| 2019 | North America Cup                      | Captain Crunch     | Scott Zeron     |
| 2019 | Cane Pace                              | Captain Crunch     | Scott Zeron     |
| 2019 | Metro Pace                             | Tall Dark Stranger | Yannick Gingras |
| 2019 | Breeders Crown 2YO Colt & Gelding Pace | Tall Dark Stranger | Yannick Gingras |
| 2020 | Meadowlands Pace                       | Tall Dark Stranger | Yannick Gingras |
| 2020 | Hambletonian Oaks                      | Sorella            | Yannick Gingras |
| 2020 | Cane Pace                              | Tall Dark Stranger | Yannick Gingras |
| 2020 | Breeders Crown Open Mare Trot          | Manchego           | Dexter Dunn     |
| 2020 | TVG Free For All                       | Manchego           | Dexter Dunn     |
| 2021 | Arthur J. Cutler Memorial              | Manchego           | Dexter Dunn     |
| 2021 | John Cashman Memorial                  | Manchego           | Dexter Dunn     |
| 2023 | Hambletonian Stakes                    | Tactical Approach  | Scott Zeron     |
| 2023 | Kentucky Futurity                      | Tactical Approach  | Scott Zeron     |
| 2023 | Breeders Crown 3YO Colt & Gelding Trot | Tactical Approach  | Scott Zeron     |
| 2023 | Breeders Crown 2YO Colt & Gelding Trot | Karl               | Yannick Gingras |
| 2024 | Hambletonian Stakes                    | Karl               | Yannick Gingras |